# Линейни кораби тип „Монтана“
Монтана (на английски: Montana, „Монтана“) са серия линейни кораби на САЩ от 1940-е години. Последващо развитие на линейните кораби от типа „Норт Керолайн“, по много параметри се явяват техен увеличен вариант. Заложени, но не достроени.

## Брониране
В проекта се предполага да се отстрани главният недостатък на американските линкори от предвоенния период – слабата им защитеност. Американските адмирали, при разработката на проектите, се стараят да изхождат от емпиричното правило за противостоене на собствените оръдия. Обаче при създаването на „Норт Керолайн“ главния калибър е планирана като 14-дюймова, съответно е проектирана и подобна защита. Обаче прехода към 16-дюймови оръдия нарушава баланса, който не е възстановен и при последващите типове, даже при „Айовите“. Проектът за новите линкори „Монтана“ трябва да е защитен от 16-дюймови оръди. Схемата на брониране е „всичко или нищо“. Главният брониран пояс се състои от броня „клас A“ (хетерогенна, цементирана) с дебелина 406 мм. В проекта се отказват от вътрешния главен броневи пояс, както е на предходните типове „Айова“ и „Саут Дакота“ и се връщат към схемата за външно разположение с ъгъл на наклон навън от 19 градуса. Дължината на цитаделата е 63% от дължината на корпуса против 53,8% на „Айова“. Цитаделата се затваря от броневи траверси направени от броня клас А с дебелина 388 мм. Челните плочи на кулите са дебелина 560 мм и покрив с дебелина 233. Кулите за артилерията на главния калибър са произведени от броня „клас B“ (хомогенна, нецементирана). Страничните стени на кулите имат дебелина 254 мм, а на тилната бронеплоча – 305 всички от броня клас А. Барбетите на кули номер 1 и 4 имат дебелина 513 мм, а на 2 и 3 – 457 мм. Вертикалната защита е 57 + 152 – 186 + 18 – 15 мм хомогенна броня. Кулите за средната артилерия са прикрити от 51-мм хомогенни плочи. Бойната рубка е формирана от броня клас B, с дебелина на стените до 457 мм, с покрив от 236 мм.

## Подводна защита
Конструктивната противоторпедна защита е по т. нар. „американска“ схема – състояща се от няколко надлъжни противоторпедни прегради. По конструкцията си тя е подобна на използваната при „Северните Каролини“ – с „кутиевидни“ були, без характерното за „Южните Дакоти“ и „Айовите“ подводно продължение на главния броневи пояс, преминаващ в ПТП, за сметка на което се увеличава и дълбочината на ПТЗ. Долният броневи пояс от броня клас B е пренесен навътре в корпуса и е закрепен към една от противоторпедните прегради с ъгъл на наклона от 10 градуса. Дебелината на този броневи пояс по височината му е различна и съставлява: по горния ръб 81 мм, по 219 мм в най-дебелата средна част и 95 мм в долната му част. Предназначен е за защита от подводни пробойни от „гмуркащи се“ снаряди. Максималната дълбочина на ПТЗ на мидъла на половината газене съставлява 6,25 м.

## Главен калибър
Главният калибър съставляват 12 406,4-мм 50-калибрени оръдия Mk-7 разположени в четири триоръдейни кули, с малки отличия от тези на „Айовите“. Две кули са поместени в носовата и две – в кърмовата части на кораба. Всяка кула е обозначена с номер, номерацията на кулите върви от носа към кърмата. Оръдията в кулите имат индивидуални люлки, с пределен ъгъл на възвишение на оръдията от 45 градуса. Зареждането на оръдията става при фиксиран ъгъл на възвишение от 5 градуса. Снарядите за установките американците традиционно съхраняват в барбетите, зарядните погреби са разположени в по-долните отсеци, претоваръчно отделение, както и на предходните линкори няма. Недостатък на това решение се явява повишената чувствителност на подкуполния боезапас към взривове вътре в кулата. За основен тип снаряд се използва снарядът AP Mark 8 маса 1225 кг.

## Универсален и зенитен калибри
В качеството на зенитен и противоминен калибър са поставени 20 127 мм универсални оръдия Мк 12 в 10 сдвоени установки Mk-38. Първоначално е планирано да се поставят новите 54-калибрени универсални оръдия в новите сдвоени установки, обаче с проектирането на установките, които според някои данни се предполага да бъдат носени още от линейните кораби тип „Айова“, възникват сериозни трудности. Във всеки случай оръдейните установки за самолетоносачите от типа „Мидуей“ имат друга конструкция и са проектирани наново.
Зенитната артилерия, според проекта, се предполага да бъде 32 или 40 40-мм автоматични оръдия „Бофорс“ в четирицевните установки Мк-II и 60 ствола 20-мм автоматични оръдия Ерликон в дву- и еднооръдейни установки.

## Енергетична установка
Енергетичната установка е паротурбинна, четиривална. С 8 котела на фирмата Бабкок и Уилкокс, с високи параметри на парата. Турбоагрегатите са двукорпусни (турбини за високо и ниско налягане), с двустепенни зъбни редуктори. Ешелонно разположение на механизмите в 4 отсека. Очакваната скорост е 28 възела при водоизместимост 70 500 дълги тона и сумарна мощност 172 000 к.с. и 30 възела при форсиране. Далечината на плаване на икономичния 15-възлов ход се предполага да бъде 15 000 мили.

### Спомагателни устройства и системи
Електроснабдителната мрежа на линкора е разчетена за променлив ток с напрежение 450 В с честота 60 Хц. Снабдяването с електроенергия се осъществява от десет турбогенератора с мощност по 1250 кВт. Освен тях, има два аварийни дизел-генератора с мощност по 500 кВт.

## Строителство
На 19 юли 1940 г. са поръчани 5 линейни кораба от типа Montana, скоро техният строеж е замразен за неопределено време, докато на 21 юли 1943 г. не е окончателно отменен. Линкорите трябва да се строят в корабостроителницата на ВМС в Ню Йорк, корабостроителницата на ВМС във Филаделфия и корабостроителницата на ВМС в Норфолк.

### USS Montana (BB-67)
Линкорът „Montana“ (на английски: USS Montana (BB-67)) е планиран като главен кораб в серията от пет единици. Той става третия боен кораб, наречен в чест на 41-я шат на САЩ, а неговото строителство е планирано да бъде в корабостроителницата на ВМС във Филаделфия (Philadelphia Navy Yard). Поръчките, както за ранния вариант BB-51, така и за BB-67 са отменени.

### USS Ohio (BB-68)
Линкорът Oхайо трябва да стане втория кораб от типа линкори „Монтана“. Той е кръстен в чест на 17-я щат на САЩ, строителството се планира във Филаделфия (Philadelphia Navy Yard). Охайо трябва да стане четвъртия кораб във ВМС на САЩ, носещ това име.

### USS Maine (BB-69)
Линкорът Мейн трябва да стане третия в серията линкори от типа „Монтана“. Той е наречен в чест на 23-я щат на САЩ, строителството е планирано да започне в корабостроителницата на ВМС в Ню Йорк. Мейн би станал третия кораб, носещ името на вози щат.

### USS New Hampshire (BB-70)
Линкорът Ню Хемпшър трябва да е четвъртия в серията на линкорите от типа „Монтана“, корабът е кръстен в чест на 9-я щат. Строителството е планирано да се води от корабостроителницата в Ню Йорк. Линкорът би бил третия кораб носещ това име.

### USS Louisiana (BB-71)
Линкорът Луизиана трябва да бъде петия и последен кораб в серията от пет единици на линкорите тип „Монтана“. Той е наречен в чест на 18-я щат, строителството му е планирано за корабостроителницата на ВМС в Норфолк. Луизиана трябва да стане третия кораб с това название във флота. Той става последният линкор, поръчан за ВМС на САЩ.
| Име                                            | Име на корабостроителницата и място на строителството | Дати |
| ---------------------------------------------- | ----------------------------------------------------- | --- |
| ВВ-67 „Монтана“ (USS Montana (ВВ-67))          | Philadelphia Navy Yard                                | заложен през 1941 г., през юни 1942 г. строителството е спряно, поръчката е анулирана на 21 юли 1943 г. |
| ВВ-68 „Охайо“ (USS Ohio (ВВ-68))               | Philadelphia Navy Yard                                | заложен през 1941 г., през юни 1942 г. строителството е спряно, поръчката е анулирана на 21 юли 1943 г. |
| ВВ-69 „Мейн“ (USS Maine (ВВ-69))               | New York Navy Yard                                    | Не е залаган. Поръчката е анулирана на 21 юли 1943 г.                                                   |
| ВВ-70 „Ню Хампшър“ (USS New-Hampshire (ВВ-70)) | New York Navy Yard                                    | Не е залаган. Поръчката е анулирана на 21 юли 1943 г.                                                   |
| ВВ-71 „Луизиана“ (USS Louisiana (ВВ-71))       | Norfolk Navy Yard                                     | Не е залаган. Поръчката е анулирана на 21 юли 1943 г.                                                   |

## Оценка на проекта
Сравнение между проектите на реално заложени линейни кораби със стандартна водоизместимост над 50 000 т.
|                                | Ямато (Япония)                        | Советский Союз (СССР)                 | H39 (Германия)                      | Монтана (САЩ)                       |
| ------------------------------ | ------------------------------------- | ------------------------------------- | ----------------------------------- | ----------------------------------- |
| Година на залагане             | 1937                                  | 1938                                  | 1939                                | 1941                                |
| Водоизместимост стандартна     | 62 315 т (проектн.) 63 200 т (реалн.) | 59 150 т (проектн.) 60 190 т (оценка) | 53 489 т (проектн.)                 | 60 500 т (проектн.)                 |
| Водоизместимост пълна          | 69 998 т (проектн.) 72 810 т (реалн.) | 65 150 т (проектн.) 67 370 т (оценка) | 63 596 т (проектн.)                 | 70 500 т (проектн.)                 |
| ГЕУ                            | 4ТЗА 12ПК 150 000 к.с.                | 3ТЗА 6ПК 202 000 к.с.                 | 3-вална 12дизела 148 000 к.с.       | 4ТЗА 8ПК 172 000 к.с.               |
| Скорост на хода, възела        | 27,5                                  | 28                                    | 30,4                                | 28                                  |
| Брониране:                     |                                       |                                       |                                     |                                     |
| Главен пояс                    | 410 мм                                | 375 – 420+20 мм                       | 180 – 320+скос 120 мм               | 406 мм                              |
| Горен пояс                     | няма                                  | 180 – 420 мм                          | 150+25 мм                           | няма                                |
| Долен пояс                     | 100 – 170 - 200 – 270 мм              | няма                                  | няма                                | 95 – 210 мм                         |
| Броня по краищата              | няма                                  | до 220 мм                             | до 150 мм                           | няма                                |
| Палубно брониране              | главна 200 – 230 мм                   | 25+155+50 мм                          | 50 – 60+100 – 150 мм                | 57+152 – 186+15 мм                  |
| Кули (чело/страни/покрив/тил): | 650/250/270/460 мм                    | 495/230/230/410 мм                    | 400/220/180-220/325 мм              | 560/254/233/370 мм                  |
| Въоръжение:                    | 9 460/45 12 155/60 12 127/40 24 25    | 9 406/50 12 152/58 12 100/56 32 37    | 8 406/52* 12 150/55 16 105/65 16 37 | 12 406/50 20 127/54? 32 40/56 20 20 |
| Тегло на залпа на ГК           | 13 140 кг                             | 9972 кг                               | 8240 кг*                            | 14 696 кг                           |

- * Оръдието 40,6 см/52 (16") SK C/34, по същество е 42 см/48 (16,5") SK C/40, явявайки се направено за максимално разрешения от договорите калибър, чрез изкуствено удебеляване на вътрешната стена и само след проста процедура по разпробиване лесно се връща към проектния калибър, с увеличена маса на снаряда. В този случай бордовия залп на ГК би надвишил 9,1 тона.

## Коментари
1. ↑  Това означава, че линкорите не могат да преминават през Панамския канал.
2. ↑  Всички данни са проектни.